# Wifag-Polytype

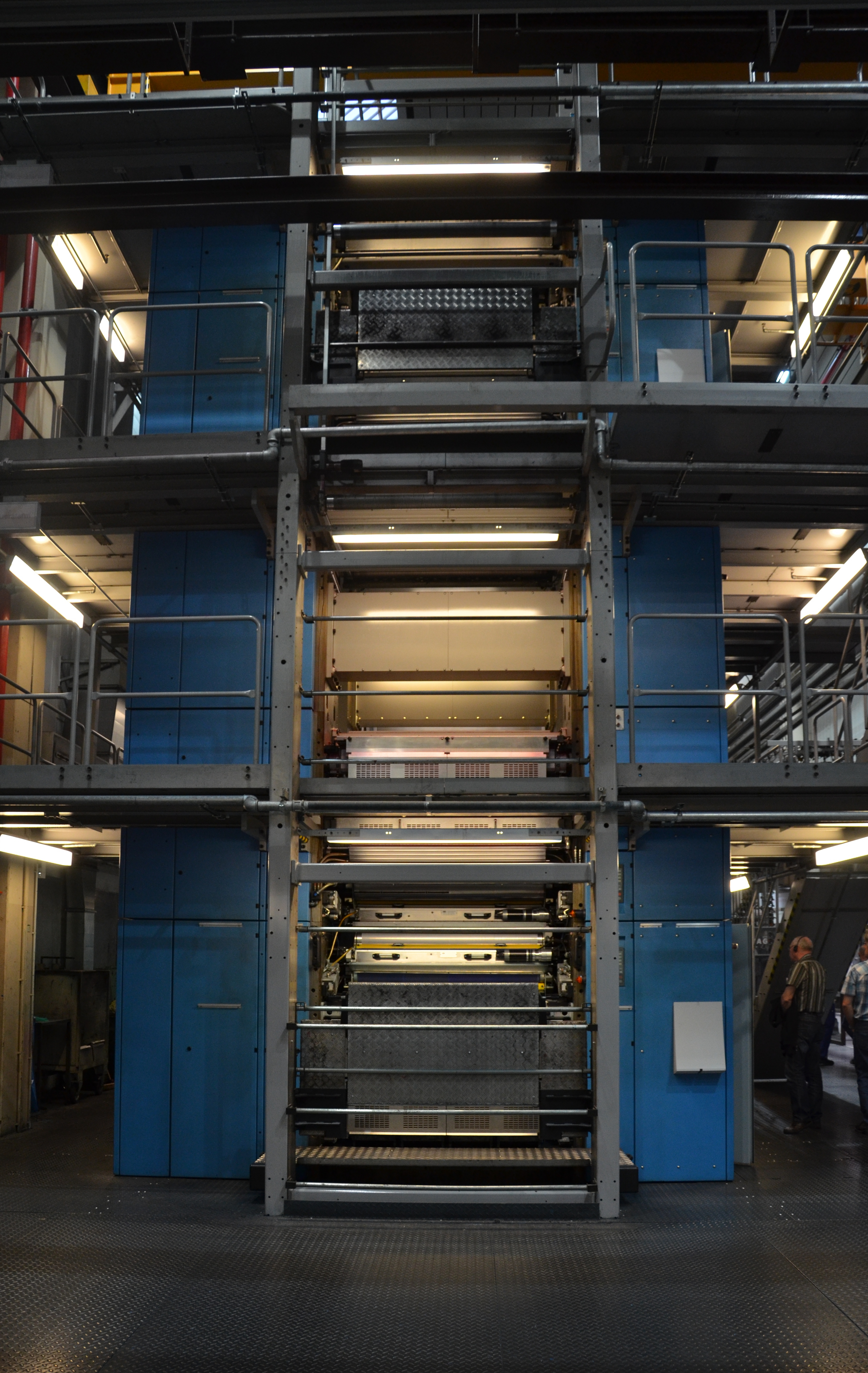
Wifag-Rotationsdruckmaschine im WAZ-Druckhaus

Die Schweizer Wifag-Polytype Holding AG ist eine Beteiligungsgesellschaft für Unternehmen der Maschinenindustrie. Sie war die Muttergesellschaft des traditionsreichen Offset-Rollendruckmaschinenherstellers Wifag Maschinenfabrik AG aus Bern. Dieser wurde 1904 in Bern als „WINKLER, FALLERT & Co“ gegründet. Wifag wurde schon zu Anfang des 21. Jahrhunderts schwer von der strukturellen Krise in der Druckmaschinenindustrie getroffen. Erste Verkaufsverhandlungen, unter anderem mit manroland, scheiterten und die Druckmaschinenfabrik in Bern wurde 2010 an die "MALI-Gruppe" um Markus Liebherr veräußert. Dieser plante die Aufnahme einer Getriebeproduktion für Traktoren und Geländemaschinen in den alten Werkshallen der Wifag, nach Liebherrs Tod im August 2010 wurden diese Pläne jedoch wieder zerschlagen und das Betriebsgelände endgültig stillgelegt.
Wifag-Polytype stellt heute Maschinen zur Herstellung von Metallverpackungen, Kunststofftuben und für das Bedrucken von Bechern her und bietet Dienstleistungen im Umfeld von Zeitungsrotationsmaschinen (bestehende Wifag-Maschinen) an. Die Tochter "Polytype-Converting" wurde 2016 durch Jagenberg übernommen. „Wifag Services“, der Unternehmensteil für die Instandhaltung der Wifag-Maschinenbasis, wurde 2018 an die Berner Investorengruppe „CKP-Services AG“ veräußert.
Mehrheitsbeteiligung hat die Ursula-Wirz-Stiftung. 